# أغوستينو فيسبوتشي
أغوستينو فيسبوتشي مسؤول فلورنسي استشاري وكاتب ومساعد لنيكولو مكيافيلي وغيره. من أهم ما عُرف لأجله تحديده أن النموذج الذي رسم منه ليوناردو دا فينشي الموناليزا كان ليزا ديل جيوكوندو، ولكنه أيضا مؤلف لعدد من الرسائل والمخطوطات الباقية إلى الآن.